# Bert le Vack
Herbert 'Bert' le Vack (Londen, 1887 – Bern, 17 september 1931) was een Brits motorcoureur, constructeur en fabrikant. Zijn bijnaam was "Wizard of Brooklands". Hij verdiende deze naam in de jaren twintig voor zijn prestaties op het circuit van Brooklands. Hij werkte als testrijder, constructeur en tuner voor onder andere Duzmo, JAP, New Hudson, Brough Superior en Motosacoche en bouwde ook zelf racemotoren onder de merknaam Le Vack. Hij overleed in 1931 tijdens het testen van een Motosacoche A50.

## Biografie
Bert le Vack was geboren in Noord Londen, als zoon van een stoffeerder en antiquair, Albert Edward le Vack. Berts grootvader was John le Vack, een treinmachinist die van zijn Schotse geboorteplaats Caithness naar Londen was verhuisd. Bert werkte aanvankelijk bij Legros & Knowles in Willesden Junction, maar later ook bij Daimler, Napier en de Londense busmaatschappij. Zijn sportcarrière begon hij als wielrenner, maar na een bezoek aan het circuit van Brooklands kreeg hij de smaak van motoren te pakken en ging motorfietsen opvoeren.
De eerste wedstrijd waaraan hij deelnam, een heuvelklim, won hij meteen, met een Triumph. In 1912 voltooide hij de "London to Edinburgh Run" en in 1913 werkte hij als testrijder voor het merk JAP. Hij deed dit aanvankelijk samen met John Wallace, die echter werd ontslagen omdat hij te jong was. Bij het uitbreken van de Eerste Wereldoorlog troffen ze elkaar weer als constructeurs en testers van vliegtuigmotoren. Wallace zou zijn eigen motorfietsmerk Duzmo oprichten, waarvoor le Vack de motoren ontwikkelde.
In 1912 was Bert le Vack getrouwd met Ethel Dale, van wie hij in 1929 weer scheidde. Het paar had vier kinderen.
Na de oorlog begon le Vack zijn eigen garage. Nadat hij aan een Edmund motorfiets met een MAG-motor had gewerkt, werd zijn interesse in motorracen weer gewekt. Hij stak zo veel tijd in het tunen van deze motor, dat zijn bedrijf eronder leed. Toen Wallace hem dan ook aanbood voor hem te komen werken, nam hij dit met beide handen aan. Hij ontwikkelde de eerste motor voor Wallace, die hij "Ace" noemde en gebruikte voor wedstrijden en demonstraties. Toen le Vack bekend begon te worden werd de naam in 1920 veranderd in "Duzmo".
Eind 1920 vertrok le Vack naar het Londense dochterbedrijf van de Hendee Mfg Co, de producent van Indian motorfietsen. Hij ontwikkelde de Indian 8-kleps V-twins.
Intussen was zijn faam als constructeur van racemotoren verspreid, net als zijn voorkeur voor brandstoffen op alcohol-basis voor deze machines. Hij liet zijn brandstoffen maken bij een Londense distilleerderij, waar hij in contact kwam met John A. Prestwich, de oprichter van het merk JAP. JAP had een naam op te houden op het gebied van race-inbouwmotoren, die onder andere aan Brough Superior geleverd werden. Le Vack had intussen meer ervaring opgedaan door een Indian Powerplus op te voeren, waarmee hij in 1921 de 500-mijls race in Brooklands had gewonnen. Voor JAP voerde hij de V-twins op die bekend werden als "Yank Buster" en "Super Big Twin". Naar verluidt was dit blok de aanleiding voor Indian om zich niet meer bij internationale wedstrijden te vertonen…
Le Vack werkte vier jaar bij JAP, en zijn bekendheid werd onder andere gebruikt in advertenties van het merk. Zijn kennis op het gebied van speciale brandstofmengsels kon hij in de JAP-fabriek in Tottenham toepassen. Intussen produceerde hij in 1923 onder zijn eigen naam de Le Vack-racemotoren.
Aan het einde van de jaren twintig ging hij voor Motosacoche in Genève werken. Hij had voor dit bedrijf al in 1914 als fabrieksrijder in de Tourist Trophy op Man geracet. Ook Motosacoche (ook wel: MAG) produceerde racemotoren en le Vack werd opnieuw fabrieksrijder, maar ook chef-constructeur en tuner. Op 17 september 1931 verongelukte hij tijdens het testen van een "Vliegende banaan" (een Motosacoche A50) op de openbare weg vlak bij de fabriek.
Bert le Vack werd beschreven als een rustige, stille man met weinig vrienden. In een van de zeldzame interviews (in "The Motor Cycle" in 1923) vertelde hij dat hij zichzelf ooit bijna had opgeblazen toen hij in het donker met een lucifer in een benzinetank keek.

## Racecarrière
Bert le Vack was coureur voor Motosacoche, maar ook voor Brough Superior, waar hij ook de motorfietsen van T.E. Lawrence (Lawrence of Arabia) sneller maakte. In de jaren twintig racete hij voor zijn toenmalige werkgever Indian en voor New Imperial en Zenith. Zoals gezegd won hij de Brooklands 500 van 1921 op een 1000 cc Indian. In 1923 werd hij tweede in de "Lightweight TT" met een 250 cc New Imperial, ondanks het feit dat hij de defecte motorfiets bijna een halve mijl had moeten duwen. In 1928 was hij de eerste die het circuit van Brooklands rondde met een gemiddelde snelheid van meer dan 100 mijl per uur. Hij deed dit met een Zenith-JAP. Met deze motor reed hij ook een wereldrecord van 124.62 mph in Arpajon (Frankrijk).

## Wereldrecords
| Jaar       | Plaats                   | Land      | Motorfiets             | Snelheid      |
| ---------- | ------------------------ | --------- | ---------------------- | ------------- |
| 1921       | Brooklands               | GB        | Indian                 |               |
| 10-11-1923 | Brooklands               | GB        |                        | 108.48 m.p.h. |
| 1924       | Cavendish Drive Sherwood | GB        | Brough Superior        | 111.1 m.p.h   |
| 6-7-1924   | Arpajon                  | Frankrijk | Brough Superior 867 cc | 118.93 m.p.h. |
| 25-8-1929  | Arpajon                  | Frankrijk | Brough Superior 995 cc | 129.07 m.p.h. |
| 1927       | Brooklands               | GB        | New Hudson 500 cc      | 100 m.p.h.    |